# Stellaria calycantha
Stellaria calycantha är en nejlikväxtart som först beskrevs av Carl Friedrich von Ledebour, och fick sitt nu gällande namn av August Gustav Heinrich von Bongard. Stellaria calycantha ingår i släktet stjärnblommor, och familjen nejlikväxter.

## Underarter
Arten delas in i följande underarter:
- S. c. calycantha
- S. c. pilosella

## Bildgalleri

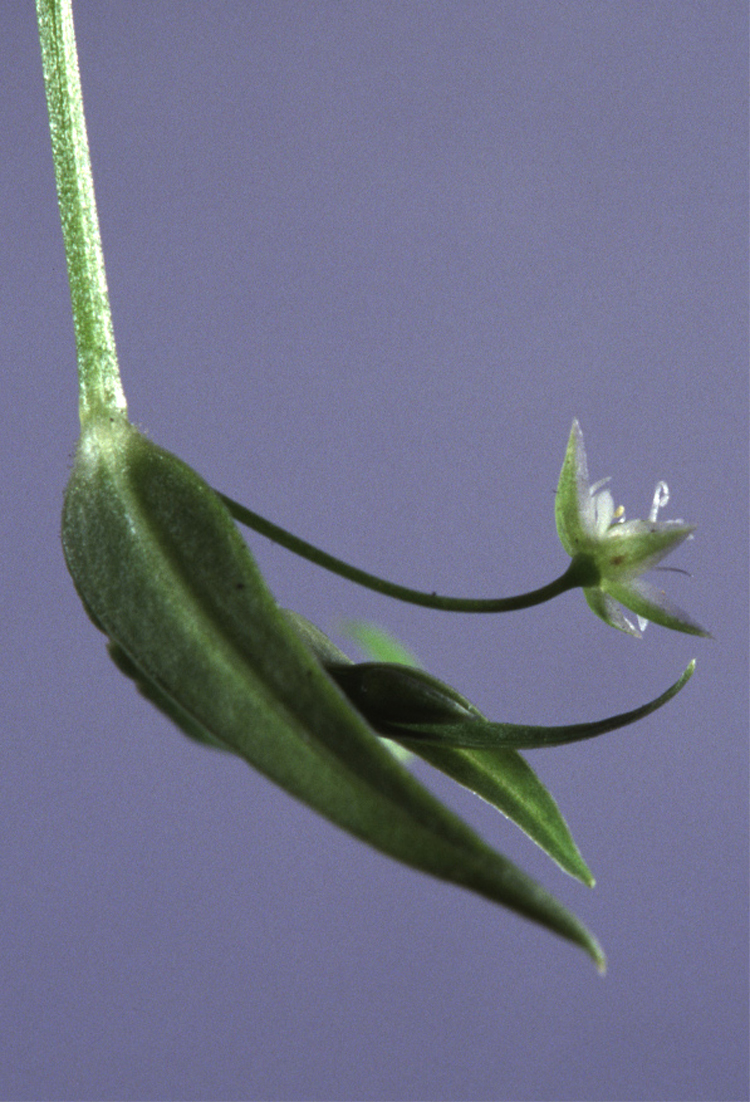